# ランドン・コンラッド
ランドン・コンラッド (Landon Conrad、1978年10月30日 －）は、アメリカ合衆国のゲイポルノ男優。ユタ州ソルトレイクシティ出身。

## 経歴
ポルノ男優になる前は大手デパートのバイヤーやパーソナル・トレーナーとして勤めていた。2009年、業界入りを相談したチ・チ・ラルーの作品で本格的に業界デビュー。
2015年にXBIZ賞の年間最優秀パフォーマー賞を受賞。同年に一度引退。
2024年に『グローバル・エントリー』に出演して業界に復帰、再びネイキッド・ソードの専属男優になる。

## 受賞
| 年   | 賞     | 結果 | 部門                         | 作品 | 脚注  |
| ---- | ------ | ---- | ---------------------------- | ---- | ----- |
| 2015 | XBIZ賞 | 受賞 | 年間最優秀ゲイパフォーマー賞 |      | [ 3 ] |